# Палтин
Палтин, Палтін (рум. Paltin) — село у повіті Сучава в Румунії. Входить до складу комуни Бродіна.
Село розташоване на відстані 385 км на північ від Бухареста, 72 км на захід від Сучави.

## Населення
За даними перепису населення 2002 року у селі проживали 177 осіб.
Національний склад населення села:
| Національність | Кількість осіб | Відсоток |
| -------------- | -------------- | -------- |
| румуни         | 128            | 72,3%    |
| українці       | 49             | 27,7%    |

Рідною мовою назвали:
| Мова       | Кількість осіб | Відсоток |
| ---------- | -------------- | -------- |
| румунська  | 128            | 72,3%    |
| українська | 49             | 27,7%    |